# Stazione meteorologica di Otranto-Punta Palascia
La stazione meteorologica di Otranto-Punta Palascia è la stazione meteorologica di riferimento per il Servizio Meteorologico dell'Aeronautica Militare e per l'Organizzazione Meteorologica Mondiale relativa alla località costiera di Punta Palascia presso Otranto.

## Storia
L'osservatorio, gestito dalla Regia Marina fino al termine della seconda guerra mondiale, è rimasto presidiato fino al 1978 presso il faro di Punta Palascia.
In seguito, a seguito della dismissione dell'osservatorio meteorologico, è stata attivata nella medesima area di ubicazione una stazione meteorologica automatica di tipo DCP della rete del Servizio Meteorologico dell'Aeronautica Militare.

## Caratteristiche
La stazione meteorologica si trova nell'Italia meridionale, in Puglia, in provincia di Lecce, nel comune di Otranto, in località Punta Palascia, a 79 metri s.l.m. e alle coordinate geografiche 40°06′37.26″N 18°30′49.49″E.
La sua ubicazione è in prossimità del punto più orientale del territorio nazionale italiano, risultando pertanto la stazione meteorologica ufficiale italiana situata più ad est.

## Medie climatiche ufficiali

### Dati climatologici 1951-1980
In base alla media del periodo 1951-1980, effettivamente elaborata tra il 1952 e il 1978 e non dissimile a quella del trentennio di riferimento climatico 1961-1990, la temperatura media del mese più freddo, gennaio, si attesta a +9,6 °C; quella del mese più caldo, agosto, è di +24,1 °C.
Le precipitazioni medie annue fanno registrare il valore di 727 mm, con minimo tra primavera ed estate e picco massimo in autunno-inverno.
| Otranto-Punta Palascia (1951-1980) | Mesi | Mesi | Mesi | Mesi | Mesi | Mesi | Mesi | Mesi | Mesi | Mesi | Mesi | Mesi | Stagioni | Stagioni | Stagioni | Stagioni | Anno |
| Otranto-Punta Palascia (1951-1980) | Gen  | Feb  | Mar  | Apr  | Mag  | Giu  | Lug  | Ago  | Set  | Ott  | Nov  | Dic  | Inv      | Pri      | Est      | Aut      | Anno |
| ---------------------------------- | ---- | ---- | ---- | ---- | ---- | ---- | ---- | ---- | ---- | ---- | ---- | ---- | -------- | -------- | -------- | -------- | ---- |
| T. max. media (°C)                 | 12,0 | 12,4 | 13,7 | 16,5 | 20,4 | 24,8 | 27,3 | 27,5 | 24,9 | 20,6 | 16,8 | 13,6 | 12,7     | 16,9     | 26,5     | 20,8     | 19,2 |
| T. min. media (°C)                 | 7,1  | 7,2  | 8,2  | 10,4 | 13,8 | 17,8 | 20,2 | 20,7 | 18,5 | 14,9 | 11,6 | 8,8  | 7,7      | 10,8     | 19,6     | 15,0     | 13,3 |
| Precipitazioni (mm)                | 102  | 65   | 75   | 43   | 26   | 23   | 8    | 31   | 62   | 95   | 115  | 82   | 249      | 144      | 62       | 272      | 727  |

## Valori estremi

### Temperature estreme mensili dal 1946 ad oggi
Nella tabella sottostante sono riportate le temperature massime e minime assolute mensili, stagionali ed annuali dal 1946 ad oggi, con il relativo anno in cui si queste si sono registrate. La temperatura massima assoluta del periodo esaminato di +40,2 °C è stata registrala il 24 luglio 2007, mentre la temperatura minima assoluta di -5,2 °C risale al 31 gennaio 1963.
| Otranto-Punta Palascia (1946-2023) | Mesi        | Mesi              | Mesi        | Mesi        | Mesi        | Mesi        | Mesi        | Mesi        | Mesi        | Mesi        | Mesi        | Mesi              | Stagioni | Stagioni | Stagioni | Stagioni | Anno |
| Otranto-Punta Palascia (1946-2023) | Gen         | Feb               | Mar         | Apr         | Mag         | Giu         | Lug         | Ago         | Set         | Ott         | Nov         | Dic               | Inv      | Pri      | Est      | Aut      | Anno |
| ---------------------------------- | ----------- | ----------------- | ----------- | ----------- | ----------- | ----------- | ----------- | ----------- | ----------- | ----------- | ----------- | ----------------- | -------- | -------- | -------- | -------- | ---- |
| T. max. assoluta (°C)              | 19,8 (2007) | 20,0 (1978, 2016) | 21,7 (2017) | 28,2 (2018) | 31,0 (1969) | 38,2 (2021) | 40,2 (2007) | 39,2 (1957) | 34,0 (1946) | 28,2 (2012) | 24,6 (1969) | 20,0 (1950, 1963) | 20,0     | 31,0     | 40,2     | 34,0     | 40,2 |
| T. min. assoluta (°C)              | −5,2 (1963) | −2,0 (1956)       | −3,4 (1956) | 0,0 (1956)  | 5,2 (1957)  | 10,2 (1970) | 13,2 (1969) | 12,8 (1970) | 9,4 (1971)  | 4,2 (1972)  | 2,0 (2005)  | −3,0 (1957, 1961) | −5,2     | −3,4     | 10,2     | 2,0      | −5,2 |